# SN 2006do
SN 2006do – supernowa typu Ia odkryta 5 lipca 2006 roku w galaktyce E470-G18. W momencie odkrycia miała maksymalną jasność 16,70m.